# Glinki (Toruń)
Glinki – część urzędowa Torunia. Zlokalizowana jest od strony północnej z ulicą Gniewkowską, od strony północnej i wschodniej z ul. Poznańską, a od strony południowej z granicą miasta Torunia.

## Historia

### Obóz jeniecki
Pierwotnie była to miejscowość położona pod Podgórzem, miastem włączonym w 1938 roku do Torunia. Glinki sąsiadują z poligonem wojskowym, w okresie międzywojennym mieściła się tu stróż poligonowa. Podczas II wojny światowej na Glinkach znajdował się niemiecki obóz jeniecki Stalag 312/XX C, w którym uwięziono 55 tys. żołnierzy radzieckich, a także angielskich, francuskich, włoskich, australijskich, kanadyjskich, norweskich, belgijskich i jugosłowiańskich. Budowę obozu rozpoczęto w 1940 roku. Liczba ofiar obozu w latach 1941–1945 wynosi ok. 10-15 tys. Większość ofiar mieli stanowić jeńcy radzieccy, następnie włoscy. Zmarli byli chowani przy drodze wylotowej w kierunku Bydgoszczy i Poznania. Według relacji w styczniu 1945 roku miał zostać podpalona północno-wschodnia część obozu.
1 lutego 1945 roku obóz przejęły wojska sowieckie. Nadzór nad obozem przejęło NKWD. W 1945 roku w obozie przetrzymywano kilkudziesięciu tysięcy żołnierzy Wehrmachtu oraz nieznaną liczbę Polaków. Dokładna liczba polskich więźniów jest nieznana, według pisma toruńskiego oddziału Polskiego Czerwonego Krzyża latem 1945 roku w obozie przebywało co najmniej 430 Polaków. Według badań historyków Hansa-Petera Rangego i Clemensa Rangego z 2014 roku przez obóz przeszło ok. 30 tys. niemieckich żołnierzy, z czego 8 tys. miało tam zginąć, według szacunków regionalisty Marcina Orłowskiego liczba niemieckich ofiar od lutego 1945 do końca zimy w 1946 mogła wynosić ok. 14-18 tys.. Orłowski zwraca również uwagę, że badania niemieckich historyków nie uwzględnią ofiar polskiego pochodzenia. Ekshumację grobów przy ulicy Poznańskiej i Szubińskiej przeprowadzono kilkakrotnie, po raz pierwszy w latach 1948–1949, następnie w latach 50. i 60.. Według jednej z hipotez Niemcy zmarli w styczniu 1945 zostali pochowani w masowym grobie przy drodze wylotowej w kierunku Bydgoszczy i Poznania (tym samym, w który Niemcy chowali zmarłych jeńców podczas wojny).
Przez Glinki przechodziła kolej wąskotorowa. Była ona czynna jeszcze podczas II wojny światowej, gdy korzystano z niej do przewiezienia materiałów pod budowę Stalagu 312/XX C. Fragmenty kolejki wąskotorowej odnalazła Fundacja Pamięć w 2017 roku.
Około 1947 roku obóz został rozebrany.

### Czasy współczesne
W 1995 roku podczas budowy pętli autobusowej odnaleziono kolejny grób masowy, pochodzący z marca 1945 roku. Pochowano w nim niemieckich żołnierzy oraz prawdopodobnie również ludność polską. Według różnych źródeł w latach 1995–1996 wydobyto z tego grobu 926 lub ok. 1100 szkieletów. Kolejne poszukiwania grobów przeprowadzono w latach 1999 i 2006. Wówczas miano odnaleźć groby z lutego i lata 1945 roku.
W 2013 roku Toruńskie Towarzystwo Budownictwa Społecznego oddało do użytku pierwsze bloki mieszkalne na Glinkach. 22 sierpnia 2016 roku, podczas przygotowywania terenu pod budowę osiedla mieszkaniowego przy ul. Poznańskiej 294C, odnaleziono masowe mogiły, na których pochowano zmarłych żołnierzy. Prace ekshumacyjne, prowadzone przez Instytut Pamięci Narodowej oraz archeologów z Uniwersytetu Mikołaja Kopernika w Toruniu, trwały do marca 2017 roku. Z ziemi wydobyto 2 974 szkielety.  Podczas prac odnaleziono 307 nieśmiertelników, w przeciągu roku 50 rodzin zmarłych w toruńskim obozie na Glinkach zostało poinformowanych o miejscu spoczynku ich krewnych. Szczątki osób odnalezione podczas pracy w latach 2016–2017 pochowano w lipcu 2017 roku na niemieckim cmentarze wojennym w Bartoszach.
W 2017 roku przeprowadzono ponowne ekshumacje szczątków przy pętli autobusowej. Odnaleziono kolejne kilkadziesiąt zniszczonych szkieletów.
Budowa osiedla mieszkaniowego na miejscu grobów masowych wzbudza kontrowersje wśród torunian.

### Upamiętnienia ofiar obozu jenieckiego
Na Glinkach znajduje się pomnik z 1969 roku, upamiętniający ofiary obozu jenieckiego. Został on zaprojektowany przez prof. Witolda Marciniaka. Na przestrzeni lat pomnik był wielokrotnie dewastowany ze względu na upamiętnienie jeńców radzieckich. W pobliżu pomnika znajduje się cmentarz, na którym pochowano 14 tys. pomordowanych żołnierzy. 8 maja 2019 roku odsłonięto obelisk, który upamiętnia te ofiary. Ponadto przy ul. Bliskiej znajduje się tablica informująca o istnieniu w latach 1945–1946 obozu, w którym przetrzymywano ludność niemiecką.